# マーベラス・ミセス・メイゼル
『マーベラス・ミセス・メイゼル』（The Marvelous Mrs. Maisel）は、 エイミー・シャーマン＝パラディーノによって創作された、Amazonビデオのオリジナルコメディ歴史ドラマである。

## 概要
1950年代末から1960年代前半を舞台に、ニューヨーク市に住み、自分にスタンドアップコメディの才能があると気づく専業主婦のミリアム・メイゼル（ミッジ）をレイチェル・ブロズナハンが演じた。アレックス・ボースタインおよびマイケル・ゼゲン、マリン・ヒンクル、トニー・シャルーブ、ケヴィン・ポラック、キャロライン・アーロン、ジェーン・リンチ、ルーク・カービーなども出演した。2017年3月17日に公開されたパイロットエピソードは批評家から称賛され、シリーズはアマゾン・スタジオに採用された。2022年2月17日に、アマゾンは最終シーズンとなる第5シーズンの製作を決定し、2023年4月14日から公開した。
『ギルモア・ガールズ』を創作したエイミー･シャーマン＝パラディーノがシリーズを創作し、夫のダニエルとともに、ほとんどのエピソードの監督と脚本を務める。
このシリーズは批評家からの称賛も受けている。2017年にはゴールデングローブ賞 テレビドラマ部門 作品賞 (ミュージカル・コメディ部門)を、2018年にはプライムタイム・エミー賞 作品賞 (コメディ・シリーズ部門)を受賞し、後者の授賞式ではシャーマン＝パラディーノが監督賞と脚本賞を受賞した。ブロズナハンは2018年のプライムタイム・エミー賞 主演女優賞（コメディ・シリーズ部門）と、2018年および2019年の2年連続でゴールデングローブ賞 テレビドラマ部門 女優賞（ミュージカル・コメディ部門）を受賞した。ボースタインは2018年と2019年の2年連続でプライムタイム・エミー賞 助演女優賞（コメディ・シリーズ部門）を受賞し、シャルーが2019年のプライムタイム・エミー賞 助演男優賞（コメディ・シリーズ部門）を、カービーが実在のコメディアンであるレニー・ブルース役でゲスト男優賞（コメディ・シリーズ部門）を受賞した。
シーズン1は2017年11月29日に配信され、好意的に迎えられた。2018年5月20日、シーズン2配信前にシーズン3の製作が決定した。シーズン2は2018年12月5日に配信された。シーズン3は2019年12月6日に配信された。2019年12月12日、シーズン4の製作が決定し、2022年2月17日より週2エピソードずつ配信された。最終シーズン5は2023年4月14日から配信開始され、同年5月26日に完結した。

## あらすじ

### シーズン1のあらすじ
ミリアム・"ミッジ"・メイゼルは1958年のニューヨーク市に住む、二人の子を持つ何一つ不自由のないユダヤ人の専業主婦である。夫のジョールはビジネスマンであるが、夜はガスライト・カフェでスタンドアップ・コメディの舞台に立つ。ある夜、舞台がうまくいかなかったジョールは秘書と不倫関係にあったことを告白して、ミッジを捨てる。ミッジは大学教授の父エイブにダメ男を選んだと叱責される。
ミッジはワインを飲みすぎてガスライト・カフェに行き、成り行きで舞台に上がり、観客に苦境を語って大ウケする。自分の魅力を見せるために胸をはだけてしまい、無許可営業とわいせつ罪で逮捕される。夫と家を失う苦境に立たされたミッジは、百貨店で働きながら、自分の才能を認めたガスライト・カフェの従業員のスージーと組んでスタンドアップ・コメディの業界に入ってゆく。

### シーズン2のあらすじ
ミッジはスージーの助けでコメディアン修業を続けるが、著名コメディアンのソフィ・レノンをネタにし過ぎて怒らせて嫌がらせを受ける。ミッジの母のローズは突然パリに出奔し、夫と娘に連れ戻される。一家は避暑地に出かけ、ミッジは医師のベンジャミンと知り合って再婚を考えるが、有名歌手シャイの前座の仕事を提示されたために別れる。父親の会社で働くようになったジョールは、ミッジを忘れられない。ミッジの父のエイブもまた人生の転機を迎える。

### シーズン3のあらすじ
エイブは大学を辞めてアパートを出ることを迫られ、ローズは家族ともめて信託基金を失い、二人は経済的問題を抱えてミッジとともにジョールの父モイシの家に居候する。ジョールはチャイナタウンにクラブを開店し、裏の中国人の違法カジノに関わる女性メイ・リンと恋仲になる。ジョールとミッジは離婚するが、ラスベガスで酔っぱらった勢いで再婚してしまう。スージーはソフィのマネージャーを兼ね、念願の演劇のデビューをおぜん立てするが、ソフィは台無しにしてしまう。スージーは預かっていたミッジのギャラをギャンブルで失い、保険金目当てで実家に放火する。ミッジはシャイの巡業に加わって友人となり、成功を収めてモイシから借金し、元のアパートを買い戻そうとする。だがシャイのゲイとしての面をネタにして笑いを取ったことで解雇される。

### シーズン4のあらすじ
シャイの仕事を失い収入を失ったミッジは、実演販売とストリップ劇場の司会の仕事をしながら、モイシから借金して元のアパートを買い戻して両親と移り住む。エイブは雑誌に演劇批評の記事を書いてわずかな収入を得る。ローズは結婚仲介業で成功するもライバルに脅される。スージーはルームメイトに急死された部屋を出て一時ミッジと同居し、知り合いのギャングの紹介で怪しげなオフィス兼住居に移り、扱うタレントを増やす。演劇デビューを失敗したソフィは仕事にあぶれて困窮するも、スージーの世話でテレビ番組の司会に就き成功する。メイ・リンはジョールの子を妊娠し、これを聞いたモイシは倒れる。レニーから前座の仕事を紹介されたミッジはキャリアの方向性に悩む。

### シーズン5のあらすじ
1961年、ミッジはテレビ番組「ゴードン・フォード・ショー」の作家グループの一人となり、男性社会で苦労する。規則で番組出演はならないものの、スタンドアップ・コメディの舞台出演も続ける。スージーの事務所は成功するが、しがらみによりギャングに上前をはねられる。メイ・リンに去られたジョールはギャングとスージーの関係を知り、ミッジとギャングの縁を切らせる代わりに自分のクラブをギャングの傘下に入れる。ミッジはスージーとゴードンの妻の縁を頼り、無理やりショーに出演したことをきっかけに大成功をおさめ、その後は再婚と離婚を繰り返す。1985年、ジョールはギャングとの縁により刑務所に入り、いきさつを知ったミッジはスージーと絶交する。1990年、大スターとなったミッジは大物マネージャーとなったスージーに仲直りを申し出る。2005年、二人は再び友人となっている。

## キャスト
※括弧内は日本語吹替。

### メイン
- ミリアム “ミッジ”・メイゼル: レイチェル・ブロズナハン（生天目仁美） - ユダヤ人の専業主婦、のちにコメディアン。
- ジョール・メイゼル: マイケル・ゼゲン（英語版）（浜田賢二） - ミッジの夫でユダヤ人、叔父の会社の副社長でアマチュアのコメディアン。
- スージー・マイヤソン: アレックス・ボースタイン（定岡小百合） - ガスライト・カフェの従業員、のちにミッジのマネージャー。
- エイブ・ワイスマン: トニー・シャルーブ（浦山迅） - ミッジの父、数学教授。
- ローズ・ワイスマン: マリン・ヒンクル（泉裕子→林真里花[6] ） - ミッジの母。
- モイシ・メイゼル: ケヴィン・ポラック（辻親八[7]） - ジョールの父、服飾工場の経営者。 (S2以降メイン、S1ではリカーリング)
- シャーリー・メイゼル: Caroline Aaron（品田美穂→阿部彬名） - ジョールの母。 (S3以降メイン、S1,2ではリカーリング)
- ダイナ: Alfie Fuller - スージーの事務所の秘書。 (S5でメイン、S4ではリカーリング)
- ゴードン・フォード: リード・スコット（英語版） - トークショーの司会者。 (S5でメイン、S4ではリカーリング)
- マイク・カー: Jason Ralph - ゴードン・フォード・ショーのブッキング係。 (S5でメイン、S4ではリカーリング)

### リカーリング
- イモジェン: Bailey De Young（折井あゆみ） - ミッジの親友。
- アーチー: Joel Johnstone - イモジェンの夫でジョールの同僚かつ親友。
- ゼルダ: Matilda Szydagis - ワイスマン家の住み込みメイド。
- ペニー・パン: Holly Curran - ジョールの秘書で不倫相手。 (S1,S5)
- ミセス・モスコヴィッツ: Cynthia Darlow - ジョールの新任秘書。(S1)
- ノア・ワイスマン: Will Brill - ミッジの兄。
- アストリッド・ワイスマン: Justine Lupe - ノアの妻、ユダヤ教徒になろうと努力するキリスト教徒。
- レニー・ブルース: Luke Kirby（星野貴紀[8]→水越健） - 著名なコメディアン。
- ソフィ・レノン: ジェーン・リンチ（品田美穂） - 有名女性コメディアン。
- ハリー・ドレイク: デヴィッド・ペイマー - 大物芸能マネージャー。 (S1,S3-S4)
- ハーブ・スミス: ウォーレス・ショーン - ソフィ・レノン付のコメディ作家。 (S1, S3)
- マイケル・ケスラー: マックス・カセラ - ワイスマン家の弁護士。 (S1,S2,S4)
- ベンジャミン・エッテンバーグ: ザッカリー・リーヴァイ（水越健） - キャッツキル山地でミッジが知り合う医師。 (S2-S3)
- テス: エミリー・バーグル - スージーの妹。 (S2-S5)
- フランク: エリク・パラディーノ - スージーと知り合うギャング。(S2-S5)
- ニッキー: John Scurti（荒井勇樹） - スージーと知り合うギャング。(S2-S5)
- シャイ・ボールドウィン: Leroy McClain - ミッジを前座に雇う有名歌手。 (S3-)
- レジー: スターリング・K・ブラウン - シャイ・ボールドウィンのマネージャー。 (S3)
- キャロル・キーン: Liza Weil - シャイ・ボールドウィンのバンドメンバー。　(S3)
- メイ・リン: ステファニー・スー（松浦裕美子） - 中国人用の違法カジノを取り仕切る女性。 (S3-S5)
- ギャヴィン・ホーク: ケイリー・エルウィス - 有名舞台俳優。 (S3)
- アッシャー・フリードマン: ジェイソン・アレクサンダー - エイブの旧友で赤狩りに会った劇作家。 (S3-S4)
- アルフィー: Gideon Glick - スージーの事務所に入る手品師。 (S4-S5)
- ボイジ: サンティノ・フォンタナ - ストリップ劇場の支配人。 (S4)
- シルヴィオ : マイロ・ヴィンティミリア - ミッジが公園で出会い不倫をした相手。(S4-S5)
- エスター・メイゼル : Alexandra Socha - 成人した、ミッジとジョールの娘。(S5)
- イーサン・メイゼル : Ben Rosenfield（松浦裕美子） - 成人した、ミッジとジョールの息子。(S5)
- ヤヌシュ : Alexander Gemignani - ゼルダのボーイフレンド。(S5)
- ジョージ・トレダノ : Peter Friedman - ゴードン・フォード・ショーのプロデューサー。(S5)
- アルヴィン : Austin Basis - ゴードン・フォード・ショーの放送作家のチーフ。(S5)
- ヘディ・フォード : ニーナ・アリアンダ - ゴードンの妻でスージーの旧友。(S5)

## エピソード
| シーズン | シーズン | 話数 | 話数 | 放送期間      | 放送期間       |
| シーズン | シーズン | 話数 | 話数 | 初回放送      | 最終回放送     |
| -------- | -------- | ---- | ---- | ------------- | -------------- |
|          | 1        | 8    | 8    | 2017年3月17日 | 2017年11月29日 |
|          | 2        | 10   | 10   | 2018年12月5日 | 2018年12月5日  |
|          | 3        | 8    | 8    | 2019年12月6日 | 2019年12月6日  |
|          | 4        | 8    | 8    | 2022年2月17日 | 2022年3月11日  |
|          | 5        | 9    | 9    | 2023年4月14日 | 2023年5月26日  |

＊シーズン2と3は全話一斉配信

### シーズン1
| 通算 話数 | シーズン 話数 | タイトル                                                                    | 監督                              | 脚本                              | 公開日         |
| --- | ------------- | --------------------------------------------------------------------------- | --------------------------------- | --------------------------------- | -------------- |
| 1 | 1             | "パイロット" "Pilot"                                                        | エイミー･シャーマン＝パラディーノ | エイミー･シャーマン＝パラディーノ | 2017年3月17日  |
| ミッジは、ビジネスマンでありながら夜はガスライト・カフェでスタンドアップ・コメディの舞台に立つ夫ジョールを支えるが、ジョールがボブ・ニューハートからギャグを盗んだことを知って幻滅する。ある夜、舞台がうまくいかなかったジョールは秘書のペニーと不倫関係にあったことを告白して、ミッジを捨てて出ていく。両親に慰められなかったミッジはワインを飲みすぎてガスライト・カフェに行き、成り行きで舞台に上がり、観客に苦境を語って大受けする。公共の場で胸をはだけてしまい、逮捕される。警察の車には、見覚えのあるコメディアンのレニー・ブルースが同乗している。翌朝、スージーに保釈してもらったミッジはブルースを保釈してやる。ブルースはコメディはひどい仕事だと警告する。ミッジはガスライト・カフェの従業員のスージーと組んでスタンドアップ・コメディを始めようとする。 |               |                                                                             |                                   |                                   |                |
| 2 | 2             | "丘の上の屋敷" "Ya Shivu v Bolshom Dome Na Kholme"                          | エイミー･シャーマン＝パラディーノ | エイミー･シャーマン＝パラディーノ | 2017年11月29日 |
| ミッジはコメディアンになることを考え直す。ジョールとミッジの両親がディナーに集まるが喧嘩になる。ジョールの父モイシは自分の所有するアパートからミッジ母子を追い出すと宣言する。うんざりしたミッジは再びガスライトに行き、舞台に立ち苦境をネタに客を笑わせるがまたも逮捕される。 |               |                                                                             |                                   |                                   |                |
| 3 | 3             | "あなたは去った" "Because You Left"                                         | ダニエル・パラディーノ            | ダニエル・パラディーノ            | 2017年11月29日 |
| ミッジはレニーに保釈してもらう。ミッジは法廷に立つが法廷侮辱罪で逮捕されジョールに罰金を借りる。ミッジの父エイブはモイシを訪ね、娘夫婦がよりを戻しやすいように家を自分とモイシの共同名義とする。ミッジはレニーに会いにヴィレッジ・ヴァンガードに行き、自分も舞台に立つ。スージーは大物マネージャーのハリー・ドレイクに会い、助言を求める。ジョールは復縁を求めるがミッジは断る。 |               |                                                                             |                                   |                                   |                |
| 4 | 4             | "ディオンヌ家の５つ子の失望" "The Disappointment of the Dionne Quintuplets" | エイミー･シャーマン＝パラディーノ | エイミー･シャーマン＝パラディーノ | 2017年11月29日 |
| ミッジは実家に引っ越し、父との間に軋轢が生じる。イーサンを連れてジョールのアパートに行き、ペニーと同棲していることを知る。スージーはミッジを連れてレコード店やコメディ・クラブに行き、コメディを勉強させる。ミッジは仕事を探そうと決める。 |               |                                                                             |                                   |                                   |                |
| 5 | 5             | "ドインク" "Doink"                                                          | エイミー･シャーマン＝パラディーノ | ダニエル・パラディーノ            | 2017年11月29日 |
| ミッジはデパートの化粧品売り場で働き始める。舞台では受けず、コメディ作家を雇うがうまくいかず、コメディアンはやめるとスージーに告げる。ペニーはジョールの両親にも友人にも受け入れられない。ミッジは同僚のパーティーに行き、出席者を笑わせて大受けする。 |               |                                                                             |                                   |                                   |                |
| 6 | 6             | "ミセスＸ ガスライトにて" "Mrs. X at the Gaslight"                          | Scott Ellis                       | Sheila R. Lawrence                | 2017年11月29日 |
| ミッジはパーティーをはしごして話術を磨き、男のコメディアンからコンビ結成の申し出を受ける。スージーは気に入らず、相手の代理人に抗議して話をつぶす。エイブはあこがれていたベル研究所に誘われて有頂天となる。ミッジ、長男のノア夫婦とともにディナーに出かけるが、ジョールおよびペニーと出くわす。エイブはミッジに逮捕歴があることを知る。 |               |                                                                             |                                   |                                   |                |
| 7 | 7             | "“よく味わいな”" "Put That On Your Plate!"                                  | ダニエル・パラディーノ            | ダニエル・パラディーノ            | 2017年11月29日 |
| ミッジはガスライトの舞台で腕を磨き、スージーは著名なコメディアンであるソフィ・レノンの前座の仕事を取ってくる。ジョールは同棲を解消して実家に戻り、昇進して西海岸で新事業を立ち上げることになる。エイブは娘のために離婚専門弁護士を家に招き、ミッジの復縁を願っていたローズを怒らせる。ミッジはソフィの家に招かれて、富裕で高慢な姿に驚く。ミッジは舞台でソフィをコケにして、ソフィの代理人ハリーを激怒させる。 |               |                                                                             |                                   |                                   |                |
| 8 | 8             | "おやすみなさい" "Thank You and Good Night"                                 | エイミー･シャーマン＝パラディーノ | エイミー･シャーマン＝パラディーノ | 2017年11月29日 |
| ハリーが手をまわしてミッジは干される。ミッジは息子の誕生日でジョールと再会して愛を交わし、二人は復縁を考える。ジョールはミッジがスタンドアップコメディをしていたことを知って驚き、衝動的に会社を辞める。スージーはレニー・ブルースに頼んでガスライトの舞台に上がってもらい、大勢の客を集める。レニーに紹介されて舞台に上がったミッジは夫婦の事をネタにして大ウケを取り、それをジョールが見る。ミッジはミセス・メイゼルと名乗る。 |               |                                                                             |                                   |                                   |                |

### シーズン2
| 通算 話数 | シーズン 話数 | タイトル                                                          | 監督                              | 脚本                              | 公開日        |
| --- | ------------- | ----------------------------------------------------------------- | --------------------------------- | --------------------------------- | ------------- |
| 9 | 1             | "シモーヌ" "Simone"                                               | エイミー･シャーマン＝パラディーノ | エイミー･シャーマン＝パラディーノ | 2018年12月5日 |
| ミッジは地下の電話交換室に左遷されている。疎外感を感じたローズは突然にパリに引っ越し、エイブとミッジは連れ戻しに行く。ミッジは偶然にパリでステージに立つ。スージーはハリーに雇われた二人組のギャングに拉致されるが、仲良くなって無事に帰される。ジョールは新しい生き方を探す。 |               |                                                                   |                                   |                                   |               |
| 10 | 2             | "ミッドタウンへの道のり" "Mid-way to Mid-Town"                    | エイミー･シャーマン＝パラディーノ | エイミー･シャーマン＝パラディーノ | 2018年12月5日 |
| ミッジは帰国して再び舞台に立ち、スージーとともに奮闘する。ローズはパリの暮らしを楽しむが、エイブの説得で帰国する。ジョールは父親の工場の経営に加わる。 |               |                                                                   |                                   |                                   |               |
| 11 | 3             | "お仕置き部屋" "The Punishment Room"                              | Scott Ellis                       | ダニエル・パラディーノ            | 2018年12月5日 |
| ミッジは一階のクローク係になり、化粧品売り場の元同僚メアリーの結婚式の準備に奔走するが、披露宴でコメディアンの地を出してしまい、電話交換室に戻る。ジョールは父モイシの会社の経営を立て直そうとし、母親があちこちに隠した多額のへそくりを探す。ローズは夫の大学の聴講生となり刺激的な体験をする。スージーは金に困りガスライトで寝泊まりする。                                               |               |                                                                   |                                   |                                   |               |
| 12 | 4             | "いざ キャッツキルへ！" "We're Going to the Catskills!"           | ダニエル・パラディーノ            | ダニエル・パラディーノ            | 2018年12月5日 |
| ミッジは両親と例年通りキャッツキル山地に避暑に来る。ジョールと別れたことが噂になり、ローズは娘にボーイフレンドを見つけようと画策する。ジョールとスージーもやって来る。スージーは従業員に紛れて暮らしながら、ミッジの舞台の仕事を必死に探す。 |               |                                                                   |                                   |                                   |               |
| 13 | 5             | "真夜中のステージ" "Midnight at the Concord"                      | エイミー･シャーマン＝パラディーノ | エイミー･シャーマン＝パラディーノ | 2018年12月5日 |
| ジョールの両親もキャッツキルにやって来る。化粧品売り場に空きが生じ、ミッジは医師のベンジャミンの車で街に戻る。二人はデートでレニー・ブルースの出演するコメディ・クラブに行き、ミッジは自分がコメディアンであることを打ち明ける。その夜、ミッジはスージーがお膳立てした舞台に出るが、客の中に父親を見つけ、思わずきわどい内容で笑いをとってしまう。                                         |               |                                                                   |                                   |                                   |               |
| 14 | 6             | "報いを受けたあとは踊りましょう" "Let's Face the Music and Dance" | ダニエル・パラディーノ            | ダニエル・パラディーノ            | 2018年12月5日 |
| エイブは娘の秘密を守り、期待をかけた息子のノアが既に自分よりはるかに重要な人物であることを知って落ち込む。ミッジがベンジャミンと一緒にいるところをジョールが見る。 |               |                                                                   |                                   |                                   |               |
| 15 | 7             | "帽子付きの絵画" "Look, She Made a Hat"                           | ジェイミー・バビット              | エイミー･シャーマン＝パラディーノ | 2018年12月5日 |
| 夏は終わり、皆は街に帰っている。ミッジは美術コレクターでもあるベンジャミンとデートを重ねる。ジョールは多くの女とデートを重ねるが、ミッジを忘れられない。スージーは実家から巡業のための車を手に入れる。贖罪の日の夜、ミッジはワイスマン家とメイゼル家の前でコメディアンであることを告白する。                                                                                               |               |                                                                   |                                   |                                   |               |
| 16 | 8             | "いつか…" "Someday..."                                            | ジェイミー・バビット              | Kate Fodor                        | 2018年12月5日 |
| ミッジとスージーは初の巡業に出て苦労を重ねる。 |               |                                                                   |                                   |                                   |               |
| 17 | 9             | "“ケネディに投票を”" "Vote for Kennedy, Vote for Kennedy"         | ダニエル・パラディーノ            | ダニエル・パラディーノ            | 2018年12月5日 |
| ミッジはテレビ番組に出る機会を得る。ソフィ・レノンの嫌がらせを受けながらも即興で笑いをとる。エイブはベル研究所での仕事でストレスを抱え、キャリアを失う危機にさらされる。ジョールは必死に働くが、モイシは息子を自分の会社から解放しようとする。 |               |                                                                   |                                   |                                   |               |
| 18 | 10            | "一人きり" "All Alone"                                            | エイミー･シャーマン＝パラディーノ | エイミー･シャーマン＝パラディーノ | 2018年12月5日 |
| ベンジャミンはミッジとの結婚を許してくれるようエイブを説得し、ローズとミッジは結婚式の準備を進める。スージーはソフィに呼び出され、自分のマネージャーになるよう頼まれる。ミッジはテレビ局で知り合った有名歌手のシャイ・ボールドウィンから、半年間のヨーロッパツアーで前座を務めるよう誘われる。エイブはベル研究所とコロンビア大学を辞めたいとローズに話す。ミッジはジョールと一夜を過ごす。 |               |                                                                   |                                   |                                   |               |

### シーズン3
| 通算 話数 | シーズン 話数 | タイトル                                                              | 監督                               | 脚本                               | 公開日        |
| --- | ------------- | --------------------------------------------------------------------- | ---------------------------------- | ---------------------------------- | ------------- |
| 19 | 1             | "楽団との顔合わせ" "Strike up the Band"                               | エイミー・シャーマン＝パラディーノ | エイミー・シャーマン＝パラディーノ | 2019年12月6日 |
| ベンジャミンと別れたミッジはシャイ・ボールドウィンの前座として米軍慰問のショーに出る。ソフィに急かされてスージーは彼女のマネージャーを兼ね、ミッジを怒らせる。ジョールはクラブを開く物件を借りる契約をするが、奥には中国人の違法カジノがある。大学を辞めたためエイブはアパートを出て行かなければならない。エイブはレニーの逮捕に巻き込まれる。 |               |                                                                       |                                    |                                    |               |
| 20 | 2             | "「60年代だよ 諸君」" "It's the Sixties, Man!"                        | ダン・アティアス                   | ダニエル・パラディーノ             | 2019年12月6日 |
| エイブの友人になったビート族の若者たちが大勢で家に押しかける。ローズは、信託基金の増額のためにオクラホマ州の実家に行くが家族と喧嘩して基金をすべて手放す。ミッジとの離婚が成立したジョールはカジノのオーナーを探してメイという女性と知り合う。 |               |                                                                       |                                    |                                    |               |
| 21 | 3             | "パンティー・ポーズ" "Panty Pose"                                     | ダニエル・パラディーノ             | ダニエル・パラディーノ             | 2019年12月6日 |
| エイブとローズはひとまずモイシの家に引っ越す。ジョールはメイと親しくなる。スージーはソフィの前のマネージャーのハリーに脅される。ミッジはラスベガスから巡業を始める。 |               |                                                                       |                                    |                                    |               |
| 22 | 4             | "邪魔だ！" "Hands!"                                                   | ダニエル・パラディーノ             | ダニエル・パラディーノ             | 2019年12月6日 |
| エイブとローズはモイシとシャーリーに辟易する。スージーはニューヨークに一時戻り、ソフィのために演劇の仕事を見つける。ジョールはラスベガスに来てミッジに会い、酔った勢いでミッジと再婚してしまう。 |               |                                                                       |                                    |                                    |               |
| 23 | 5             | "漫談かキャベツ" "It's Comedy or Cabbage"                             | エイミー・シャーマン＝パラディーノ | エイミー・シャーマン＝パラディーノ | 2019年12月6日 |
| エイブはビート族の若者たちの作る新聞が気に入らない。エイブとローズはモイシとシャーリーに耐えられず、ミッジのいるフロリダのホテルに来る。演劇の稽古中のソフィはスージーをニューヨークに呼びつける。巡業でフロリダに来たミッジは両親に部屋を渡し、レニー・ブルースと会うが関係を持つ直前で思いとどまる。 |               |                                                                       |                                    |                                    |               |
| 24 | 6             | "フロリダにて" "Kind of Bleu"                                         | エイミー・シャーマン＝パラディーノ | エイミー・シャーマン＝パラディーノ | 2019年12月6日 |
| ソフィはスージーに手間をかけさせ続ける。メイがジョールのために酒の販売許可の口利きをして喧嘩となる。アーチーはジョールのクラブの手伝いにかまけて妻のイモジェンと喧嘩になる。エイブとローズはフロリダの生活を楽しみ、エイブは旧友の劇作家アッシャーに再会する。ミッジは友人となったシャイを苦境から救う。 |               |                                                                       |                                    |                                    |               |
| 25 | 7             | "マーベラス・ラジオ" "Marvelous Radio"                                | ダニエル・パラディーノ             | ダニエル・パラディーノ             | 2019年12月6日 |
| 巡業が終わり、ミッジはニューヨークで両親とともにモイシの家に居候し、ラジオのCMで忙しくする。エイブがアッシャーについて書いた文章が新聞に載る。アストリッドの産んだ赤ん坊は割礼を受ける。ソフィは緊張のあまり初日の舞台を台無しにしてしまう。スージーはギャンブルで金銭的問題を抱える。 |               |                                                                       |                                    |                                    |               |
| 26 | 8             | "アポロに乗り込んだユダヤ人" "A Jewish Girl Walks Into the Apollo..." | エイミー・シャーマン＝パラディーノ | エイミー・シャーマン＝パラディーノ | 2019年12月6日 |
| ジョールのクラブは開店する。スージーは保険金目当てで妹のテスとともに実家に放火する。自分を信用しきれず、今後のミッジのギャラのマネージメントをジョールに頼む。ミッジはアーチーとイモジェンの喧嘩を解決しようとする。ローズは知り合いの間の縁談を取り持ち、ベンジャミンにまで話しを持ちかけて怒らせる。エイブは『ヴィレッジ・ヴォイス』誌で演劇批評の仕事に誘われる。ミッジはシャイの巡業に戻ることになり、そのギャラを当てにしてモイシから借金し、前に住んでいたアパートを買おうとする。アポロ・シアターでウケを取るがシャイのゲイのネタを話し過ぎて解雇される。 |               |                                                                       |                                    |                                    |               |

### シーズン4
| 通算 話数 | シーズン 話数 | タイトル                                                              | 監督                               | 脚本                                                        | 公開日        |
| --- | ------------- | --------------------------------------------------------------------- | ---------------------------------- | ----------------------------------------------------------- | ------------- |
| 27 | 1             | "観覧車で大騒ぎ" "Rumble on the Wonder Wheel"                         | エイミー・シャーマン＝パラディーノ | エイミー・シャーマン＝パラディーノ                          | 2022年2月17日 |
| クビになったミッジはアパートの借金をモイシに払うために、スージーに預けておいたギャラを必要とする。違法カジノの存在を隠したいメイ・リンの両親は、店子であるジョールのクラブが流行り過ぎ、当局の注意を引くことを恐れる。ギャンブルでミッジのギャラを失ったスージーは、保険会社に実家の放火を疑われる。ワイスマン家とメイゼル家は遊園地で孫イーサンの誕生日を驚くほど早めに祝い、ミッジはクビを告白する。ジョールはミッジのためにスージーに金を貸す。ミッジは再びステージに立ち、クビになったことをネタにする。 |               |                                                                       |                                    |                                                             |               |
| 28 | 2             | "ビリー・ジョーンズとみだらなランプ" "Billy Jones and the Orgy Lamps" | ダニエル・パラディーノ             | ダニエル・パラディーノ                                      | 2022年2月17日 |
| ミッジは元のアパートに引っ越しするが生活費に困る。両親を一緒に住まわせると、世間体を気にして自分たちが買い戻したという話を広められる。スージーは精神療養施設にソフィ・レノンを見舞い、マネージメント契約を解消しようとする。ハリー・ドレイクは担当する芸人を増やすようスージーに助言する。シャーリーは未亡人の妊婦と再婚させようとしてジョールを困惑させる。スージーはミッジをコミック・クラブに連れて行くも、シャイに解雇された悪評判のためにステージ枠は得られない。苛立ったミッジは他の芸人ビリー・ジョーンズの出番を邪魔して放り出され、誤解で逮捕される。拘置所で知り合ったストリッパーとともにスージーに保釈され、ストリップ劇場でスタンドアップコメディを目にする。妹のテスが保険会社の男と付き合って、スージーは火事の保険金を受け取り、ジョールに金を返す。エイブは『ヴィレッジ・ヴォイス』誌からもらったわずかな原稿料をミッジに渡す。 |               |                                                                       |                                    |                                                             |               |
| 29 | 3             | "すべてがベルモア" "Everything Is Bellmore"                           | ダニエル・パラディーノ             | ダニエル・パラディーノ & エイミー・シャーマン＝パラディーノ | 2022年2月25日 |
| ミッジは実演販売をしながらストリップ劇場の司会をする。ガスライトの同僚だったルームメイトが死んで落ち込んだスージーはミッジのアパートに同居する。ローズの結婚紹介サービスは繁盛し、ジョールにも相手を探す。レニー・ブルースがストリップ劇場に来てミッジに刺激を与える。エイブはユダヤ人の知り合いの舞台を酷評し、同胞に非難される。批評記事に書いた昔の放火事件が元で、FBIがエイブとアッシャーに関心を持つ。 |               |                                                                       |                                    |                                                             |               |
| 30 | 4             | "Interesting People on Christopher Street"                            | エイミー・シャーマン＝パラディーノ | ダニエル・パラディーノ & エイミー・シャーマン＝パラディーノ | 2022年2月25日 |
| ミッジはストリップ劇場を改善する。メイはジョールの両親に会おうとしない。エイブとアッシャーに放火の件での訴追は心配ないと弁護士ケスラーから聞くが、結婚前にローズがアッシャーと交際していたことを知ったエイブは、FBIにアッシャーの犯行を話してしまう。スージーはかつて拉致されたギャングの紹介でオフィス兼住居に引っ越す。ミッジはスージーをレズと勘違いする。仕事にあぶれたソフィが助けを求めてスージーを訪ねてくる。 |               |                                                                       |                                    |                                                             |               |
| 31 | 5             | "咀嚼音と人への影響力" "How to Chew Quietly and Influence People"     | Scott Ellis                        | Kate Fodor                                                  | 2022年3月4日  |
| スージーは新しいオフィスで秘書ダイナを雇う。ソフィをテレビのゴードン・フォード・ショーに出演させる。ローズは体面を気にする富豪の娘の縁談を依頼され、ミッジのストリップ劇場での司会をやめさせようとする。ミッジとスージーはシャイの結婚パーティーに招待され、ミッジはシャイに謝罪する。シャイの新しいエージェントにシャイがゲイであることを暴露しないよう求められる。メイはジョールの両親に会う直前に怖気づく。 |               |                                                                       |                                    |                                                             |               |
| 32 | 6             | "メイゼルvs.レノン" "Maisel vs. Lennon: The Cut Contest"              | エイミー・シャーマン＝パラディーノ | ダニエル・パラディーノ & エイミー・シャーマン＝パラディーノ | 2022年3月4日  |
| ミッジは道で倒れていたレニーを拾って家に泊める。ストリップ劇場はにぎわうもミッジは経済的問題を抱える。スージーは手品師アルフィーを売り込もうとする。テレビ番組の司会で成功したソフィはスージーのマネージメントの続行を希望する。嫌がるスージーを懐柔するためにミッジを前座にするも、二人は観客の前で火花を散らす。女性記者L・ロイ・ダナムがミッジを批判し続ける。医学生のメイはジョールの子を妊娠する。ローズは結婚仲介業のライバルたちに、ミッジのストリップ劇場の営業をネタに縄張りを荒らさないよう脅される。 |               |                                                                       |                                    |                                                             |               |
| 33 | 7             | "イーサン… エスター… ハイム" "Ethan... Esther... Chaim"               | ダニエル・パラディーノ             | ダニエル・パラディーノ                                      | 2022年3月11日 |
| ミッジは行きずりの男と不倫する。ローズの結婚仲介業のライバルがエイブを脅す。ジョールの店の売上金をアーチーが盗まれる。ミッジはクロアチアでの仕事を断る。ミッジはスージーの怪しい知り合いにメイ・リンの調査を頼み、危険な相手だと知らされる。アルフィーの舞台で催眠術をかけられたローズはミッジのネタを真似して家族に恥をかかせる。ミッジはジョン・F・ケネディを応援する女性たちの集会に呼ばれ、不倫の話で場をしらけさせてしまう。ダイナはスージーに、黒人のコメディアンのジェームズを紹介する。ジョールからメイ・リンのことを聞いたモイシは昏倒する。 |               |                                                                       |                                    |                                                             |               |
| 34 | 8             | "カーネギーホールの舞台に立つ方法" "How Do You Get to Carnegie Hall?" | エイミー・シャーマン＝パラディーノ | エイミー・シャーマン＝パラディーノ                          | 2022年3月11日 |
| モイシは心臓発作で入院し、エイブは死亡記事を書く。モイシは回復し、メイのユダヤ教への改宗を望む。ローズは結婚仲介業のライバルたちの脅しに屈しない。ストリップ劇場は警察の手入れを受ける。ミッジはレニーと一夜を過ごす。レニーはカーネギー・ホールの公演を成功させ、有名歌手トニー・ベネットの前座の仕事をミッジに紹介し、自由にやりたいと渋るミッジを説得する。 |               |                                                                       |                                    |                                                             |               |

### シーズン5
| 通算 話数 | シーズン 話数 | タイトル                                                               | 監督                              | 脚本                                                        | 公開日        |
| --- | ------------- | ---------------------------------------------------------------------- | --------------------------------- | ----------------------------------------------------------- | ------------- |
| 35 | 1             | "前へ進め" "Go Forward"                                                | エイミー･シャーマン＝パラディーノ | エイミー･シャーマン＝パラディーノ                           | 2023年4月14日 |
| 1961年、ミッジはスージーに、前座仕事を断ったのは間違いであり、今後はスージーのマネージメントを信頼すると言う。感謝祭のディナーで、ジョールはメイの妊娠と二人の結婚を発表する。モイシはシャーリーとの離婚を発表する。メイはジョールに、もう妊娠はしておらず、シカゴの病院で研修を受けると言い、二人は別れる。ジョールは酔い、荒れて中国人のカジノに怒鳴り込んで殴られる。空港でアルフィーを送り出した後、ミッジはロサンゼルスに引越そうとするレニーに遭遇する。一方、エイブは続けて不運に見舞われ、ローズは結婚仲介業のライバルの仕業だと気づく。スージーはゴードン・フォード・ショーのブッキング係であるマイクにミッジを売り込もうとつきまとい怒らせる。ミッジはウォルフォード・クラブでの前説を行い客を沸かせる。スージーはゴードン・フォードがクラブに来ていることに気づき、ミッジを放送作家として売り込む。渋るミッジを説得する。 フラッシュフォワード：1981年、若い女性がセラピストと会話し、母親との関係の問題を打ち明ける。祖父だけが自分を理解してくれたと語り、母親が午前4時に電話してくると愚痴をこぼす。 |               |                                                                        |                                   |                                                             |               |
| 36 | 2             | "男ばかりの世界" "It's a Man, Man, Man, Man World"                     | ダニエル・パラディーノ            | ダニエル・パラディーノ                                      | 2023年4月14日 |
| 1961年、ミッジは一夜を過ごした不倫相手と出くわす。ゴードン・フォード・ショーの放送作家チームに加わるが、男ばかりの職場で苦労する。夜はウォルフォード・クラブの舞台に立ち続ける。エイブは仕事で女性と昼食を共にし、性的な誘いをかけられて困惑する。ローズが客と会う喫茶室が全焼し、結婚仲介業のライバルの仕業と疑ってCIAに勤めるノアに相談する。ジョールはメイと別れたことをミッジに話す。 フラッシュフォワード：『60ミニッツ』でマイク・ウォレスが、ガスライト・カフェを皮切りとしてカーネギー・ホールにも立ち、エミー賞やグラミー賞を受賞するに至ったミッジの足取りを紹介し、さらにミッジにインタビューする。セラピストと会話していた娘のエスターもインタビューされる。スージーも敏腕マネージャーとして成功しているが、ミッジとの友情は破綻している。ミッジはチャリティ・オークションにかける衣装を紹介し、放送作家として初出勤した日にスージーと選んだ服を思い出す。 |               |                                                                        |                                   |                                                             |               |
| 37 | 3             | "スペルミスと胴体" "Typos and Torsos"                                  | Daisy von Scherler Mayer          | エイミー・シャーマン＝パラディーノ & ダニエル・パラディーノ | 2023年4月14日 |
| 1961年、一か月目にして初めてミッジのジョークが採用されるが、ゴードンがかんだ時にミッジは唸り声をあげてしまいゴードンを怒らせる。後にバーで謝罪するが口論に発展し、新聞ネタにもなる。ミッジはクビを覚悟するも、番組が視聴率トップになったことを祝うスケート場のパーティーで、ゴードンにキスを仕掛けられ、許されたことを知る。スージーはゴードンの妻の写真を見て驚く。ローズは結婚仲介人のライバルたちと対決するためにスージーを頼る。お気に入りの喫茶室が放火されたと聞いてスージーも怒る。オフィスをシェアしていたギャングたちがこれを聞いてライバルたちに報復を仕掛け、罪を着せられたバーナデットは拘置所にスージーを呼んで縄張りを譲り和解を申し出る。離婚予定のジョールの両親が息子のクラブに押しかけて、店を混乱させる。ジョールは両親にメイが子供を中絶したことを明かし、孫を失った悲しみが二人を復縁させる。エイブは記事でキャロル・チャニングのスペルミスを犯して異常にこだわり、落ち込む。自分のベッドで寝られない習慣を矯正中のイーサンに恐ろしい話を聞かせ、矯正を台無しにしてしまう。エスターはミッジと一緒に寝ることを嫌がる。 フラッシュフォワード：1984年のイスラエルで、イーサンはキブツで働きながらラビになる勉強をしている。ミッジがテルアビブでの慈善晩餐会に出席することを念押しするためヘリコプターでやって来る。イーサンの婚約者で元軍人のカーヴァを引き合わされて驚く。カーヴァはイーサンに、ミッジが嫌いだと告げる。 |               |                                                                        |                                   |                                                             |               |
| 38 | 4             | "スーザン" "Susan"                                                     | エイミー･シャーマン＝パラディーノ | エイミー･シャーマン＝パラディーノ                           | 2023年4月21日 |
| 1961年、スージーはオフィスをシェアするギャングに借りを返すよう迫られ、建設博覧会でボスがプロデュースする廃棄物処理サービスのミュージカルにミッジを出演させ、第一夜は上手くいく。エイブとローズは演劇を見に行き、主題を深く分析しすぎるエイブは妻ともめる。ゴードンはミッジにデートを断られ、ゲストのコメディアンが失踪した時にも、関係者が出演できない規則を盾にミッジの代役を拒否する。落胆したミッジはミュージカルの第二夜を台無しにしてギャングを怒らせる。ギャングはスージーを脅して利益の分け前を要求し、ジョールが立ち聞きする。ソフィ・レノンが代役としてゴードンのショーに出る。スージーは旧知のゴードンの妻ヘディに出くわして逃げる。 |               |                                                                        |                                   |                                                             |               |
| 39 | 5             | "海賊クイーン" "The Pirate Queen"                                      | Scott Ellis                       | Isaac Oliver                                                | 2023年4月28日 |
| 1961年、ジョールは教区学校を買収してダイニングバーに改装することを企画する。ミッジへのギャングの影響を心配する。スージーは事務所を繁盛させ、芸人のジェームズを映画に売り込むことに成功する。ミッジは夜のショーを続ける。ゴードン・ショーのプロデューサーのジョージはスポンサーであるオムツクリーム会社を招いた船上パーティーを企画する。ゴードンは出席を断り、ミッジが代わりに場を盛り上げる。ミッジはスポンサー幹部に絡まれたウェイトレスをかばって幹部の上着を海に投げ入れてしまい、国際水域であったために海賊行為として逮捕される。ゴードンはミッジをかばい、後にデートに誘うも、ミッジは特別扱いを嫌って断る。メイドのゼルダがヤヌシュとの結婚式をワイスマン家で挙げる。ワイスマン家はゼルダが仕事を辞めると知って慌てる。 1987年、ミッジは刑務所にいるジョールに面会する。 |               |                                                                        |                                   |                                                             |               |
| 40 | 6             | "イジねぎらう会" "The Testi-Roastial"                                  | ダニエル・パラディーノ            | ダニエル・パラディーノ                                      | 2023年5月5日  |
| 1990年、大物マネージャーとなったスージーをイジリ倒しながらねぎらう会が開かれ、過去30年間に起きたことが出席者の雑談で明らかになる。ハリー・ドレイクは死の際にタレントの顧客をスージーに引き継ぐ。スージーはジョージがゴードンの契約料を密かに吊り上げて差額を懐に入れていたことを暴いて解雇させ、プロデューサーとして後を継いだマイクに恩を売る。ジョールはギャングがミッジのギャラの30%を取っていたことを知り、ミッジを手放す代わりに自分が傘下に入ることをギャングに承知させる。1973年、スージーはミッジがフィリップ・ロスとの結婚式の10分前に結婚を中止する手助けをする。1985年、ジョールはアーチ―をかばい自分がすべての罪をかぶって刑務所に入り、いきさつを知ったミッジはスージーと絶交する。再び1990年のイジねぎらう会で、ミッジが映像で登場してスージーに仲直りを申し出る。 |               |                                                                        |                                   |                                                             |               |
| 41 | 7             | "使い物にならない馬だらけの家" "A House Full of Extremely Lame Horses" | エイミー･シャーマン＝パラディーノ | エイミー･シャーマン＝パラディーノ                           | 2023年5月12日 |
| 1954年、エイブは結婚前のジョールに、ワイスマン家の長男は代々みな6才で才能を発揮すると話す。1961年、エイブは孫のイーサンの小学校の授業参観で、イーサンの成績が最悪だと知って落胆する。だが、妹のエスターが才能を発揮する。ゼルダが辞めた後、ワイスマン家は家事に関しては誰も使い物にならない。マイクが新プロデューサーとなった後も、ミッジは規則によりゴードン・ショーに出演できない。他の番組を主演・運営するコメディアンが作家としてミッジを引き抜きにかかり、ゴードンは昇給させて引き留める。マイクは別の番組のオーディションにコメディアンとしてミッジを紹介するが、女性は求められずに、代わりにジェームズの出演を望む。1973年、ローズの結婚紹介業は膨大な赤字を垂れ流す。ミッジが母のために稼ぎ穴埋めする。 |               |                                                                        |                                   |                                                             |               |
| 42 | 8             | "王女と嘆願" "The Princess and the Plea"                               | ダニエル・パラディーノ            | ダニエル・パラディーノ                                      | 2023年5月19日 |
| 1961年、ミッジは同窓会で旧友たちに会い、かつての自分からの忠告を読む。エイブは孫のイーサンの学校に押しかけすぎて出禁となるも、エスターの才能開花に期待をかける。友人たちに、息子のノアとちがいミッジには期待をかけなかったことを悔いる。ゴードンの妻ヘディの交渉により、マーガレット王女がゴードンのショーに出演し、ミッジの台本で大成功する。ヘディからスージーとルームメートだったことを聞いたミッジは、規則をまげてショーへの出演をヘディに頼むようスージーに願う。スージーは嫌々ヘディに頼み、ヘディが夫に話す。 |               |                                                                        |                                   |                                                             |               |
| 43 | 9             | "4分間" "Four Minutes"                                                 | エイミー･シャーマン＝パラディーノ | エイミー･シャーマン＝パラディーノ                           | 2023年5月26日 |
| 1965年、サンフランシスコで、スージーは陳腐になったレニーのパフォーマンスを見て、ミッジに報告する。1961年、学生時代恋仲だったヘディに頼みごとをして落ち込んだスージーは公園で寝て逮捕され、ミッジに身元を引き受けられる。ゴードン・フォード・ショーへの出演が決まり、ミッジは歓喜してジョールや両親をスタジオに招く。だが妻に規則を曲げるよう頼まれたゴードンはヘソを曲げ、ミッジをコメディアンではなく作家の一人としてスツールに座らせる。ミッジが笑いを取りそうになると、早めにCMに入ってCM明けに4分間が余る。ミッジはゴードンの意向を無視してショーをハイジャックし、スタンドアップコメディで自分の人生を笑いに変え、有名になる野心を語って大いに受ける。ゴードンも認めてゲスト席に座らせるも、作家としてはクビになる。2005年、有名で忙しくはあるが孤独に暮らすミッジは、引退し別の場所で豊かに暮らすスージーと友人に戻っている。 |               |                                                                        |                                   |                                                             |               |

## 製作

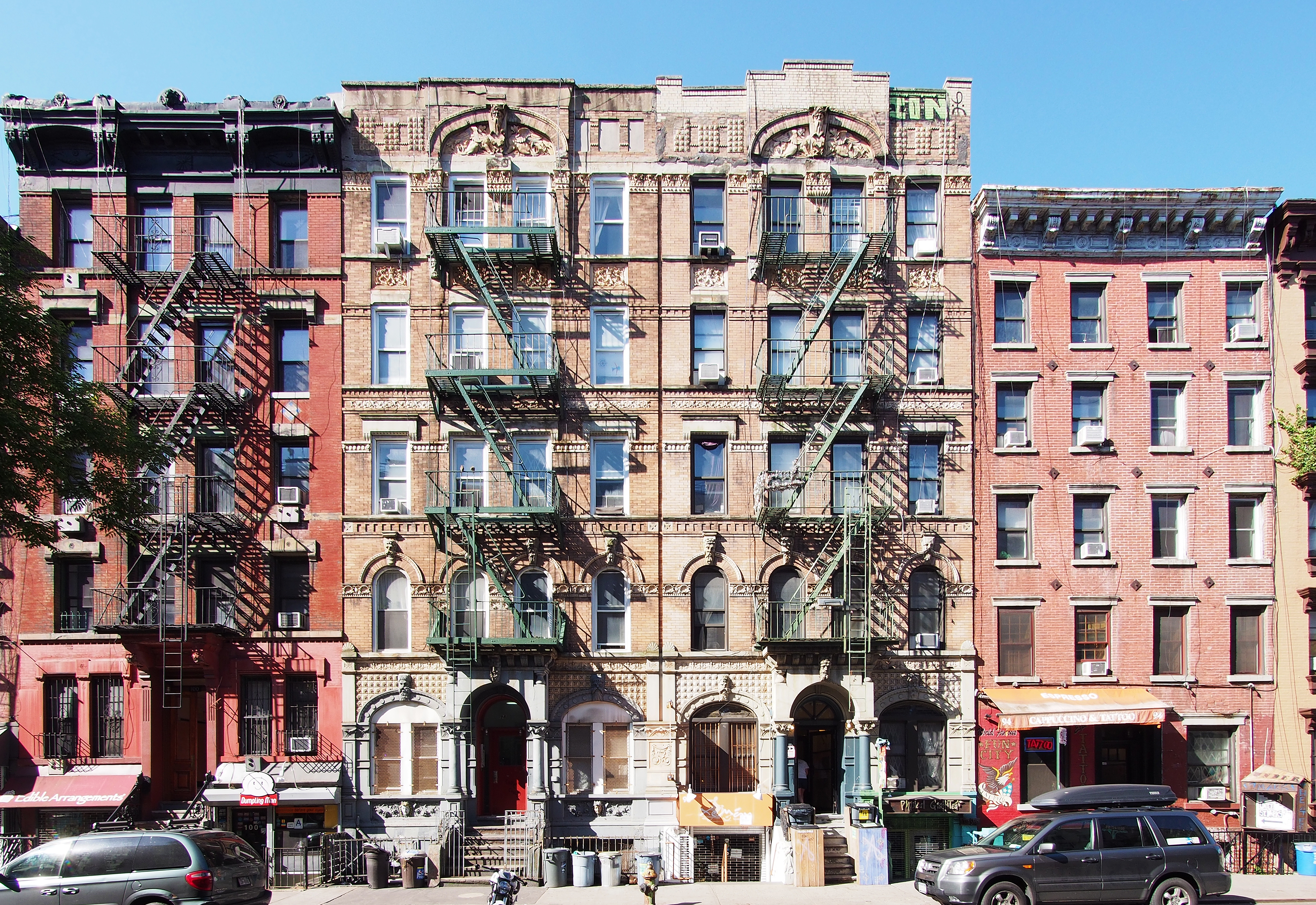
マンハッタンのガスライトカフェの撮影に使われた建物

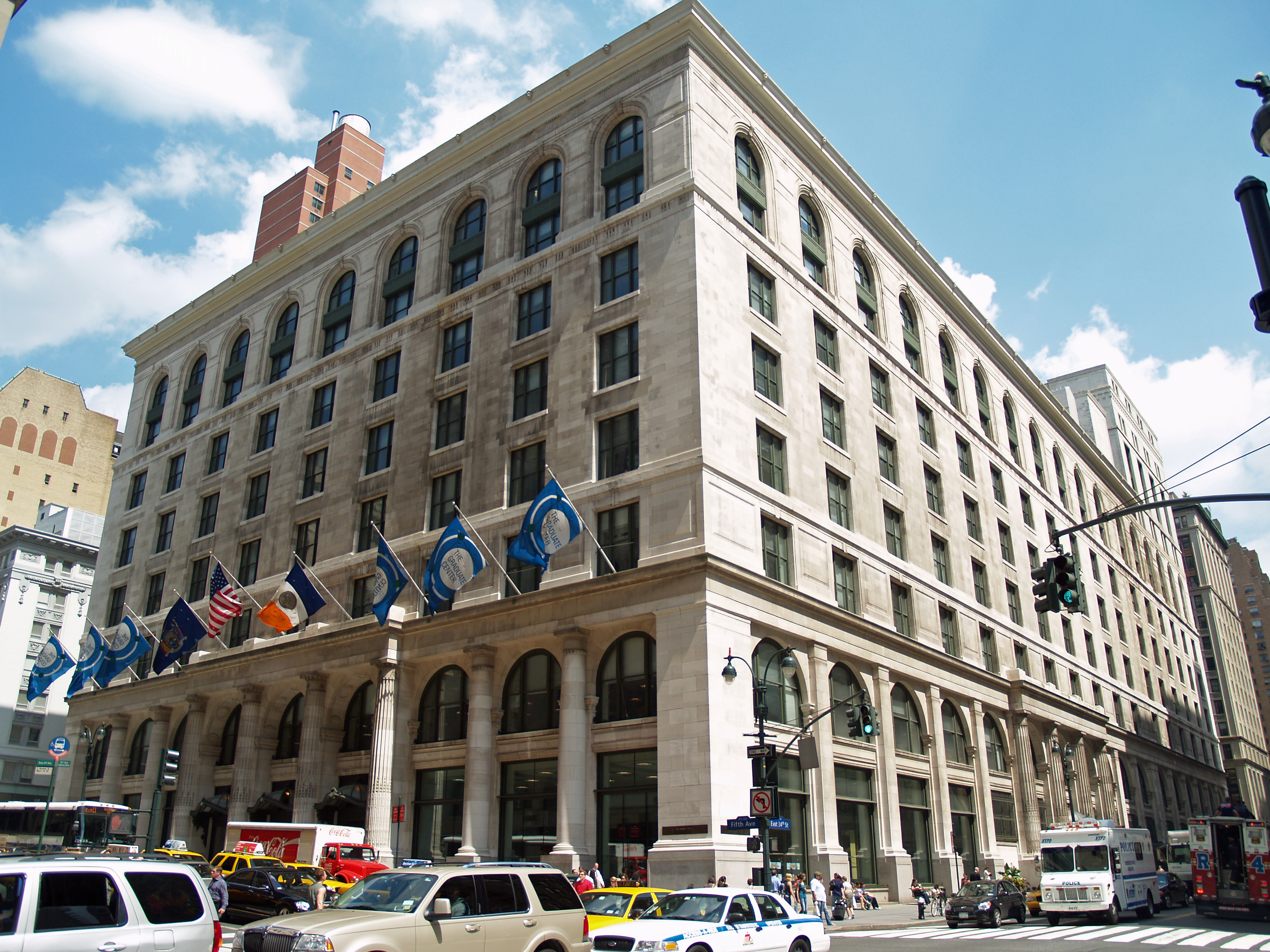
五番街の百貨店アルトマンの撮影に使われた建物

エイミー･シャーマン＝パラディーノはニューヨークのスタンドアップ・コメディアンだった父親と、初期の女性コメディアンだったジョーン・リバーズに触発された。シャーマン＝パラディーノは番組のコンセプトを次のように説明した：「何もかも持っていると思っていた女性が転落する過程で、自分の大望と内なる声に気づく物語を描きたかった」。

2016年6月6日、アマゾン・スタジオがパイロットの製作を発注した。パイロットはエイミー・シャーマン＝パラディーノによって脚本が書かれた。パイロットは2017年3月17日に公開され、同年4月10日には2シーズン分の製作が発注され、エイミーと夫のダニエル・パラディーノが夫妻で製作総指揮を務めることになった。
2018年5月20日、シーズン2配信前にシーズン3が発注された。

## 受賞
シーズン1は、ゴールデングローブ賞でテレビ部門ミュージカル・コメディ作品賞とミュージカル・コメディ女優賞を受賞し、プライムタイム・エミー賞ではコメディ部門作品賞、コメディ部門主演女優賞、コメディ部門助演女優賞、コメディ部門脚本賞、コメディ部門監督賞、コメディ部門キャスティング賞、音楽監督賞、コメディ部門シングルカメラ・編集賞の8部門を受賞した。
シーズン2は、ゴールデングローブ賞でテレビ部門ミュージカル・コメディ女優賞を受賞した。プライムタイム・エミー賞では助演男優賞コメディ部門、助演女優賞コメディ部門、ゲスト男優賞コメディ部門、ゲスト女優賞コメディ部門、撮影賞シングルカメラ部門、ヘアスタイリング賞シングルカメラ部門、音楽監督賞、衣装賞歴史劇部門の8部門を受賞した。
シーズン3は、プライムタイム・エミー賞では撮影賞シングルカメラ部門(1時間)、メークアップ賞、音楽監督賞、音響賞コメディおよびドラマシリーズ部門を受賞した。
シーズン5はプライムタイム・エミー賞1時間番組撮影賞、時代劇メイクアップ賞を受賞した。